# Виадана
Виада̀на (на италиански и на местен диалект: Viadana) е град и община в Северна Италия, провинция Мантуа, регион Ломбардия. Разположен е на 26 m надморска височина. Населението на общината е 20 084 души (към 2014 г.).